# Coupe Intertoto 1971
Navigation
Édition précédente Édition suivante
La Coupe Intertoto 1971 est la cinquième édition de la Coupe Intertoto.
Les équipes sont réparties en sept groupes de quatre équipes. Ces équipes s'affrontent en matches aller-retour. Aucun vainqueur n'est désigné à l'issue de la compétition estivale.

## Groupes
Une victoire rapporte deux points, un match nul un point et une défaite zéro point.

### Groupe 1
| Rang | Équipe          | Pts | J | G | N | P | Bp | Bc | Diff |  | Résultats (▼ dom., ► ext.) |     |     |     |     |
| ---- | --------------- | --- | - | - | - | - | -- | -- | ---- |  | -------------------------- | --- | --- | --- | --- |
| 1    | Hertha Berlin   | 10  | 6 | 5 | 0 | 1 | 16 | 7  | +9   |  | Hertha Berlin              |     | 3-2 | 2-1 | 4-0 |
| 2    | FC Zurich       | 9   | 6 | 4 | 1 | 1 | 13 | 8  | +5   |  | FC Zurich                  | 3-2 |     | 1-0 | 2-1 |
| 3    | Jednota Trenčín | 5   | 6 | 2 | 1 | 3 | 9  | 7  | +2   |  | Jednota Trenčín            | 0-2 | 1-1 |     | 4-0 |
| 4    | AB Copenhague   | 0   | 6 | 0 | 0 | 6 | 4  | 20 | -16  |  | AB Copenhague              | 1-3 | 1-4 | 1-3 |     |

### Groupe 2
| Rang | Équipe        | Pts | J | G | N | P | Bp | Bc | Diff |  | Résultats (▼ dom., ► ext.) |     |     |     |     |
| ---- | ------------- | --- | - | - | - | - | -- | -- | ---- |  | -------------------------- | --- | --- | --- | --- |
| 1    | Stal Mielec   | 12  | 6 | 6 | 0 | 0 | 15 | 3  | +12  |  | Stal Mielec                |     | 3-0 | 4-0 | 3-1 |
| 2    | Tatran Prešov | 7   | 6 | 3 | 1 | 2 | 12 | 8  | +4   |  | Tatran Prešov              | 0-1 |     | 3-0 | 5-1 |
| 3    | IF Elfsborg   | 4   | 6 | 2 | 0 | 4 | 10 | 11 | -1   |  | IF Elfsborg                | 0-1 | 2-3 |     | 4-0 |
| 4    | Vejle BK      | 1   | 6 | 0 | 1 | 5 | 5  | 20 | -15  |  | Vejle BK                   | 2-3 | 1-1 | 0-4 |     |

### Groupe 3
| Rang | Équipe            | Pts | J | G | N | P | Bp | Bc | Diff |  | Résultats (▼ dom., ► ext.) |     |     |     |     |
| ---- | ----------------- | --- | - | - | - | - | -- | -- | ---- |  | -------------------------- | --- | --- | --- | --- |
| 1    | Servette FC       | 8   | 6 | 3 | 2 | 1 | 13 | 4  | +9   |  | Servette FC                |     | 2-0 | 7-0 | 0-1 |
| 2    | Szombierki Bytom  | 7   | 6 | 3 | 1 | 2 | 13 | 7  | +6   |  | Szombierki Bytom           | 0-1 |     | 4-1 | 3-0 |
| 3    | Linzer ASK        | 5   | 6 | 1 | 3 | 2 | 8  | 16 | -8   |  | Linzer ASK                 | 2-2 | 2-2 |     | 0-0 |
| 4    | B 1903 Copenhague | 4   | 6 | 1 | 2 | 3 | 4  | 11 | -7   |  | B 1903 Copenhague          | 1-1 | 1-4 | 1-3 |     |

### Groupe 4
| Rang | Équipe            | Pts | J | G | N | P | Bp | Bc | Diff |  | Résultats (▼ dom., ► ext.) |     |     |     |     |
| ---- | ----------------- | --- | - | - | - | - | -- | -- | ---- |  | -------------------------- | --- | --- | --- | --- |
| 1    | TZ Třinec         | 10  | 6 | 5 | 0 | 1 | 16 | 4  | +12  |  | TZ Třinec                  |     | 1-0 | 7-0 | 3-0 |
| 2    | Austria Vienne    | 6   | 6 | 3 | 0 | 3 | 14 | 12 | +2   |  | Austria Vienne             | 3-1 |     | 4-1 | 3-4 |
| 3    | Hvidovre IF       | 5   | 6 | 2 | 1 | 3 | 11 | 16 | -5   |  | Hvidovre IF                | 0-1 | 4-2 |     | 4-0 |
| 4    | FC Kaiserslautern | 3   | 6 | 1 | 1 | 4 | 8  | 17 | -9   |  | FC Kaiserslautern          | 1-3 | 1-2 | 2-2 |     |

### Groupe 5
| Rang | Équipe            | Pts | J | G | N | P | Bp | Bc | Diff |  | Résultats (▼ dom., ► ext.) |     |     |     |     |
| ---- | ----------------- | --- | - | - | - | - | -- | -- | ---- |  | -------------------------- | --- | --- | --- | --- |
| 1    | Atvidabergs FF    | 9   | 6 | 4 | 1 | 1 | 15 | 7  | +8   |  | Atvidabergs FF             |     | 4-1 | 3-1 | 5-2 |
| 2    | ROW Rybnik        | 7   | 6 | 3 | 1 | 2 | 8  | 10 | -2   |  | ROW Rybnik                 | 1-1 |     | 1-3 | 2-1 |
| 3    | Wacker Innsbruck  | 5   | 6 | 2 | 1 | 3 | 11 | 12 | -1   |  | Wacker Innsbruck           | 1-2 | 0-1 |     | 3-2 |
| 4    | Borussia Dortmund | 3   | 6 | 1 | 1 | 4 | 10 | 15 | -5   |  | Borussia Dortmund          | 1-0 | 1-2 | 2-3 |     |

### Groupe 6
| Rang | Équipe                 | Pts | J | G | N | P | Bp | Bc | Diff |  | Résultats (▼ dom., ► ext.) |     |     |     |     |
| ---- | ---------------------- | --- | - | - | - | - | -- | -- | ---- |  | -------------------------- | --- | --- | --- | --- |
| 1    | Eintracht Braunschweig | 10  | 6 | 5 | 0 | 1 | 10 | 2  | +8   |  | Eintracht Braunschweig     |     | 0-1 | 1-0 | 2-0 |
| 2    | Malmo FF               | 8   | 6 | 4 | 0 | 2 | 15 | 8  | +7   |  | Malmo FF                   | 0-1 |     | 4-0 | 6-3 |
| 3    | Zagłębie Wałbrzych     | 4   | 6 | 2 | 0 | 4 | 3  | 8  | -5   |  | Zagłębie Wałbrzych         | 0-1 | 2-0 |     | 1-0 |
| 4    | BSC Young Boys         | 2   | 6 | 1 | 0 | 5 | 8  | 18 | -10  |  | BSC Young Boys             | 1-5 | 2-4 | 2-0 |     |

### Groupe 7
| Rang | Équipe                  | Pts | J | G | N | P | Bp | Bc | Diff |  | Résultats (▼ dom., ► ext.) |     |     |     |     |
| ---- | ----------------------- | --- | - | - | - | - | -- | -- | ---- |  | -------------------------- | --- | --- | --- | --- |
| 1    | Austria Salzbourg       | 11  | 6 | 5 | 1 | 0 | 16 | 3  | +13  |  | Austria Salzbourg          |     | 1-1 | 2-0 | 3-0 |
| 2    | Djurgårdens IF          | 7   | 6 | 3 | 1 | 2 | 8  | 8  | 0    |  | Djurgårdens IF             | 0-3 |     | 2-3 | 1-0 |
| 3    | Inter Bratislava        | 4   | 6 | 2 | 0 | 4 | 17 | 16 | +1   |  | Inter Bratislava           | 1-4 | 1-2 |     | 9-2 |
| 4    | Grasshopper-Club Zurich | 2   | 6 | 1 | 0 | 5 | 7  | 21 | -14  |  | Grasshopper-Club Zurich    | 1-3 | 0-2 | 4-3 |     |